# Glentress Forest

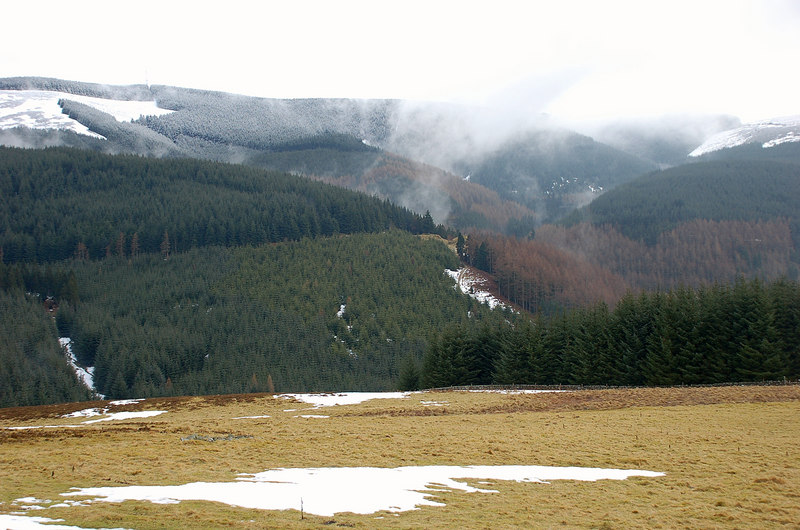
Blick auf den winterlichen Glentress Forest an den Hängen der Dunslair Heights

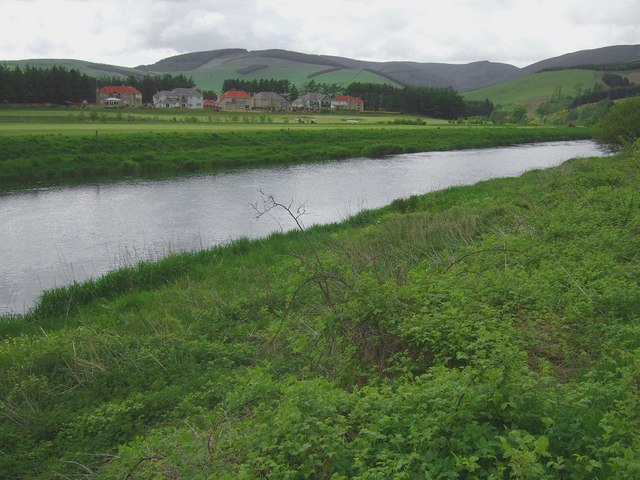
Blick vom rechten Tweed-Ufer auf den Glentress Forest

Glentress Forest ist ein Wald im Norden der schottischen Council Area Scottish Borders.

## Geschichte
Der Glentress Forest ging aus einer Wiederaufforstung in den 1920er Jahren hervor. Er zählt zu den ältesten Forsten, welche die Forestry Commission einrichtete. Heute wird er von Forestry and Land Scotland betreut, das sowohl dessen Pflege, den Ausbau als Erholungsgebiet sowie die holzwirtschaftliche Nutzung verantwortet.

## Lage
Das Waldgebiet erstreckt sich am linken Ufer des Tweed östlich von Peebles. Von der A72 nach Norden erstreckt es sich über die südwestlichen Kuppen der Moorfoot Hills, unter anderem Castle Hill, Ven Law, Black Law, Black Knowe, Totto Hill, Cardon Law und Bowbeat Hill sowie die Dunslair Heights und die Makeness Kipps. Seinen nördlichen Abschluss markiert die Grenze zu Midlothian. Nach Süden zum Tweed durchfließen der Soonhope Burn und das Leithen Water den Glentress Forest.

## Nutzung
Der Glentress Forest ist als Naherholungsgebiet ausgebaut. Markiert sind fünf Wanderwege und sieben ausgewiesene Mountain-Bike-Routen jeweils unterschiedlicher Schwierigkeitsgrade, die über die Kuppen der Moorfoot Hills führen. Außerdem ist ein Waldlehrpfad sowie ein Waldseilgarten eingerichtet.